# Reprezentacja Niemiec w piłce nożnej kobiet
Reprezentacja Niemiec w piłce nożnej kobiet – żeńska kadra piłkarska Niemiec, powoływana przez selekcjonera, w którym prawo do gry posiadają wyłącznie zawodniczki z niemieckim obywatelstwem. Za funkcjonowanie tej drużyny odpowiedzialny jest Niemiecki Związek Piłki Nożnej – Deutscher Fußball-Bund. Pierwszy mecz żeńska reprezentacja Niemiec rozegrała 10 listopada 1982 pokonując Szwajcarię 5:1.
Niemiecka kobieca reprezentacja piłkarska, tak samo jak męska, jest jednym z najbardziej utytułowanych zespołów na świecie. W dotychczasowych pięciu edycjach Mistrzostw Świata reprezentacja ta dwa razy tryumfowała, co czyni Niemcy jedynym krajem, którego zarówno męska, jak i żeńska reprezentacja wygrywała na mundialu. Ponadto już sześciokrotnie (w tym cztery razy z rzędu) niemiecka reprezentacja kobiet świętowała zwycięstwo w Mistrzostwach Europy oraz trzykrotnie zdobywała brązowy medal na igrzyskach olimpijskich.
Kobieca piłka nożna na ziemiach niemieckich długi czas spotykała się z krytycznym podejściem, a mecze reprezentacji do lat 70 były wręcz zakazane. Sytuacja ta zmieniła się kiedy Niemki zatryumfowały po raz pierwszy na mundialu. W 2003 zostały wybrane Niemiecką drużyną roku. Obecną selekcjonerką reprezentacji jest Martina Voss-Tecklenburg.

## Dotychczasowi trenerzy
| Imię i nazwisko          | Data zatrudnienia | M   | Z   | R  | P  | %     |
| ------------------------ | ----------------- | --- | --- | -- | -- | ----- |
| Gero Bisanz              | 1982–1996         | 127 | 83  | 17 | 27 | 65.35 |
| Tina Theune              | 1996–2005         | 135 | 93  | 18 | 24 | 68.89 |
| Silvia Neid              | 2005–2016         | 169 | 125 | 22 | 22 | 73.96 |
| Stephanie Jones          | 2016-2018         | 22  | 13  | 4  | 5  | 59.09 |
| Horst Hrubesch           | 2018              | 8   | 7   | 1  | 0  | 87.50 |
| Martina Voss-Tecklenburg | 2018–obecnie      | ?   | ?   | ?  | ?  | ?     |
| Razem                    | Razem             | 431 | 301 | 57 | 73 | 69.64 |

Legenda: M – rozegrane mecze, Z – zwycięstwa, R – remisy, P – porażki, % – procent zwycięstw. Statystyki z 30 czerwca 2011.

## Udział w międzynarodowych turniejach
| 1996 | Awans                   | Faza grupowa            |
| 2000 | Awans                   | III miejsce             |
| 2004 | Awans                   | III miejsce             |
| 2008 | Awans                   | III miejsce             |
| 2012 | Nie zakwalifikowała się | Nie zakwalifikowała się |
| 2016 | Awans                   | Mistrzostwo             |
| 2020 | Nie zakwalifikowała się | Nie zakwalifikowała się |
| 2024 | Awans                   | III miejsce             |
| 2028 |                         |                         |

| 1991 | Awans     | IV miejsce   |
| 1995 | Awans     | II miejsce   |
| 1999 | Awans     | Ćwierćfinał  |
| 2003 | Awans     | Mistrzostwo  |
| 2007 | Awans     | Mistrzostwo  |
| 2011 | Gospodarz | Ćwierćfinał  |
| 2015 | Awans     | IV miejsce   |
| 2019 | Awans     | Ćwierćfinał  |
| 2023 | Awans     | Faza grupowa |
| 2027 |           |              |

| 1984 | Nie zakwalifikowała się | Nie zakwalifikowała się |
| 1987 | Nie zakwalifikowała się | Nie zakwalifikowała się |
| 1989 | Gospodarz               | Mistrzostwo             |
| 1991 | Awans                   | Mistrzostwo             |
| 1993 | Awans                   | IV miejsce              |
| 1995 | Awans                   | Mistrzostwo             |
| 1997 | Awans                   | Mistrzostwo             |
| 2001 | Gospodarz               | Mistrzostwo             |
| 2005 | Awans                   | Mistrzostwo             |
| 2009 | Awans                   | Mistrzostwo             |
| 2013 | Awans                   | Mistrzostwo             |
| 2017 | Awans                   | Ćwierćfinał             |
| 2022 | Awans                   | II miejsce              |
| 2025 | Awans                   | III/IV miejsce          |